# Морейра, Жозе
Жозе́ Фили́пе да Си́лва Море́йра (порт. José Filipe da Silva Moreira; 20 марта 1982, Масарелуш), более известный как Жозе Морейра — португальский футболист, вратарь. Сыграл один матч за национальную сборную Португалии. Участник чемпионата Европы 2004 года и Олимпийских игр 2004 года.

## Клубная карьера

### Ранние годы
Жозе Морейра родился в Масарелуше, округ Порту. Своё детство Морейра провёл за своим любимым занятием: игрой в футбол. Хотя он предпочитал играть на позиции атакующего полузащитника, его отец всегда знал, что он талантливый голкипер. Молодой Жозе последовал совету отца и прошёл отбор в юношескую команду «Салгейруша».
В 1997 году Морейра попал на заметку в крупнейшие португальские клубы: «Порту», «Спортинг» и «Бенфика». «Орлы» сделали лучшее предложение и подписали контракт с молодым вратарём. Но из-за своего юного возраста, «Бенфика» оставила Морейру в «Салгейруше» ещё на два года. В 1999 году Морейра вернулся из аренды, и дебютировал за «Бенфику» в мини-турнире на Азорских островах в возрасте 17 лет.

### «Бенфика»
В 1999 году Морейра был вызван в молодёжную сборную Португалии на чемпионат Европы среди юношей до 18 лет в Швеции, где португальцы одержали победу и завоевали звание чемпионов Европы. После чемпионата Европы, когда два вратаря «Бенфики» были травмированы, Морейра стал появляться в составе «Бенфики», будучи запасным вратарём в нескольких матчах чемпионата 1999/00. Но на поле так и не вышел. Дебют в высшей лиги Португалии состоялся через два года, 3 ноября 2001 года, в возрасте 19 лет, когда основной вратарь клуба Роберт Энке получил травму. Морейра вышел на поле на 24-й минуте матча в домашней игре против «Витории» из Гимарайнша и сохранил свои ворота в неприкосновенности (0:0).
В 2000 году Морейра в составе молодёжной сборной Португалии выиграл международный Тулонский турнир по футболу. 9 марта 2002 года, когда Энке подписал контракт с «Барселоной», Морейра стал основным голкипером «Бенфики».
В сезоне 2003/04 Жозе Морейра дебютировал в европейских соревнованиях — 6 ноября 2003 года в домашнем матче Кубка УЕФА против «Мольде» — 3:0. «Бенфика» завершила сезон на 2-м месте, а в последнем матче сезона выиграла кубок Португалии, в финальном матче обыграв «Порту» во главе с Жозе Моуринью. В апреле вратарь подписал новый контракт с «Бенфикой» до 2010 года.
С приходом Кима из «Браги» в августе 2004 года Морейра потерял место в основном составе клуба. По итогам сезона «Бенфика» выиграла чемпионский титул, но проиграла в финале кубка «Витории» из Сетубала.
Сезон 2005/06 Морейра вновь начал в основном составе клуба, но в начале октября вратарь получил травму колена. 18 октября 2005 года ему была сделана операция на правом колене, что заставило его пропустить большую часть сезона. После восстановления в марте 2006 года Морейра боролся за место второго вратаря с недавно пришедшим в клуб бразильцем Марсело Моретто, из-за чего не попал в состав сборной Португалии на чемпионат мира 2006 года. Но в июле Жозе снова получил травму, и ему вновь была сделана операция, на этот раз уже на левом колене.
В августе 2007 года Моретто был отдан в аренду в греческий АЕК, но в клуб пришёл новый вратарь — Ханс-Йорг Бутт. И борьба за место в составе возобновилась. В течение всего сезона 2008/09 происходила ротация основных вратарей команды. Морейра провёл 14 матчей, а «Бенфика» по итогам сезона заняла третье место.
После подписания «Орлами» вратаря «Белененсиша» Жулио Сезара в 2009 году Морейра совсем перестал попадать в состав и по окончании сезона 2009/10 хотел уйти из «Бенфики», как свободный агент. Но после перехода основного вратаря Кима обратно в «Брагу» Жозе Морейра подписал с «Бенфикой» новый контракт на 3 года.
Летом 2011 года покинул «Бенфику» и подписал контракт с валлийским «Суонси Сити», дебютирующим в английской премьер-лиге.

## Международная карьера
На международном уровне Жозе Морейра играл за юношеские и молодёжные сборные Португалии до 17, 18, 19, 20 и до 21 года, а также за команду B сборной Португалии.
Он был приглашён в состав сборной главным тренером команды Луисом Фелипе Сколари на домашний чемпионат Европы 2004 года в качестве третьего вратаря. Перед началом чемпионата Европы Морейра был отправлен в молодёжную сборную для участия в молодёжном первенстве Европы. Команда Португалии заняла 3-е место, и сумела пробиться на Олимпийские игры. На чемпионате Европы сборная Португалии дошла до финала турнира, где уступила сборной Греции со счётом 1:0. Морейра не принимал участия ни в одном матче турнира.
Через два месяца Морейра также участвовал в Олимпийских играх 2004 года.
Дебют Жозе Морейры за сборную Португалии состоялся 12 августа 2009 года в товарищеском матче против сборной Лихтенштейна в Вадуцe — 3:0. Морейра вышел на 62-й минуте матча и сумел сохранить свои ворота в неприкосновенности.

## Достижения
Клубные:
- Чемпионат Португалии: 2004/05, 2009/10
- Кубок Португалии: 2003/04
- Суперкубок Португалии: 2005
- Кубок португальской лиги: 2008/09, 2009/10, 2010/11

Международные:
- Чемпионат Европы (до 18 лет): 1999